# Le avventure di un giornalista
Le avventure di un giornalista è un film muto italiano del 1915 diretto da Aldo Molinari.